# Andorinhão-de-martinica
Andorinhão-de-martinica ou andorinhão-da-martinica (Chaetura martinica) é uma espécie de ave da família Apodidae. Os seus habitats naturais são: florestas subtropicais ou tropicais húmidas de baixa altitude e florestas secundárias altamente degradadas.